# Rijksbeschermd gezicht Vlist Uitbreiding (Bonrepas)
Gezicht Vlist Uitbreiding (Bonrepas) is een van rijkswege beschermd dorpsgezicht in Vlist in de gemeente Krimpenerwaard in de Nederlandse provincie Zuid-Holland. De procedure voor aanwijzing werd gestart op 27 november 1987. Het gebied werd op 6 maart 1992 definitief aangewezen. Het beschermd gezicht beslaat een oppervlakte van 45 hectare.
Panden die binnen een beschermd gezicht vallen krijgen niet automatisch de status van beschermd monument. Wel zal de gemeente het bestemmingsplan aanpassen om nieuwe ontwikkelingen in het gebied te reguleren. De gezichtsbescherming richt zich op de stedenbouwkundige en cultuurhistorische waardering van een gebied en wil het toekomstig functioneren daarvan veiligstellen.

## Beschermde gezichten in de Krimpenerwaard
Naast het Gezicht Vlist Uitbreiding (Bonrepas) zijn in de gemeente Krimpenerwaard vier andere beschermde gezichten aanwezig, namelijk:
- Rijksbeschermd gezicht Haastrecht
- Rijksbeschermd gezicht Schoonhoven
- Rijksbeschermd gezicht Vlist
- Gemeentelijk beschermd gezicht Lekkerkerk